# Druga okupacja wojskowa Kuby
Druga okupacja wojskowa Kuby – okupacja wojskowa Kuby przeprowadzona przez siły zbrojne Stanów Zjednoczonych w latach 1906–1909. Rozpoczęła się w wyniku niepokojów społecznych i powstań przeciwko rządowi po sfałszowanych wyborach 1905 roku, dymisji prezydenta Tomása Estrady Palmy i ustanowieniu rządu tymczasowego Kuby przez sekretarza wojny Stanów Zjednoczonych Williama Tafta. Na wyspę skierowanych zostało ok. 6500 żołnierzy, z których sformowano Armię Kubańskiej Pacyfikacji. Okupacja wojskowa trwała oficjalnie do 28 stycznia 1909 roku, kiedy to stojący na czele rządu tymczasowego Charles Edward Magoon przekazał władzę w ręce nowo wybranego prezydenta José Miguela Gómeza. Ostatnie oddziały amerykańskie opuściły Kubę 1 kwietnia 1909 roku.

## Geneza
Kuba pozostawała częścią hiszpańskiego imperium kolonialnego od 1511 roku do ostatniej dekady XIX wieku. W drugiej połowie XIX wieku na wyspie wybuchły trzy kolejne nieudane powstania przeciwko hiszpańskiej władzy. Sytuacja polityczna na Kubie zaczęła się zmieniać wraz z wybuchem wojny amerykańsko-hiszpańskiej 25 kwietnia 1898 roku. W ciągu czterech miesięcy wojska amerykańskie opanowały Kubę, zaś na mocy traktatu pokojowego z 10 grudnia 1898 roku Hiszpania musiała zrzec się zwierzchnictwa nad wyspą. Rozpoczęła się tym samym trwająca do 20 maja 1902 roku amerykańska okupacja Kuby. W jej trakcie, 2 marca 1901 roku, prezydent Stanów Zjednoczonych William McKinley podpisał poprawkę do ustawy o wydatkach wojskowych, zwaną poprawką Platta. Na mocy tej poprawki Kuba po uzyskaniu niepodległości nie mogła zawierać traktatów i sojuszy zagrażających jej niepodległości. Poprawka dawała także Stanom Zjednoczonym przyzwolenie na interwencję zbrojną w obronie niepodległości Kuby.

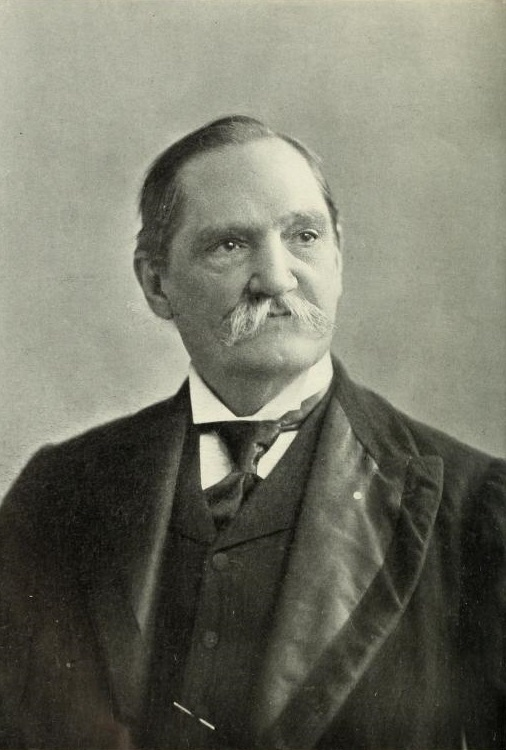
Tomás Estrada Palma, prezydent Kuby w latach 1902–1906

20 maja 1902 roku władza na Kubie została oficjalnie przekazana z rąk wojskowego gubernatora, generała Leonarda Wooda, w ręce nowo wybranego prezydenta Tomása Estrady Palmy. W wyborach 1905 roku Palma odmówił zwolennikom opozycji dostępu do lokali wyborczych, co przyczyniło się do jego wysokiego zwycięstwa. Zafałszowane wybory spowodowały jednak zwiększenie aktywności opozycyjnych liberałów, wybuch zamieszek, a nawet powstania w prowincjach Pinar del Río i Santa Clara. W tej sytuacji Palma wezwał rząd Stanów Zjednoczonych do interwencji. Ówczesny prezydent Stanów Zjednoczonych, Theodore Roosevelt, początkowo niechętny interwencji wojskowej, wysłał na Kubę sekretarza wojny Williama Tafta i zastępcę sekretarza stanu Roberta Bacona w roli mediatorów. Palma odrzucił jednak propozycję rozwiązania konfliktu zaproponowaną przez Tafta, ze względu na związaną z nimi koniecznością poniesienia zbyt dużych – jego zdaniem – ustępstw na rzecz opozycji. 28 września 1906 roku Palma wraz z całym gabinetem złożył dymisję. Część członków Kongresu Kuby odmówiła w tej sytuacji uczestnictwa w kolejnej sesji tego zgromadzenia, przez co nie osiągnięto kworum niezbędnego do wybrania nowego prezydenta. Kolejnego dnia William Taft powołał więc tymczasowy rząd. Na Kubę wysłano zaś wojska amerykańskie mające stłumić powstania przeciwko rządowi.

## Interwencja zbrojna
Pierwsze działania zbrojne zostały przeprowadzone przez marynarkę Stanów Zjednoczonych już w I połowie września 1906 roku. Prezydent Theodore Roosevelt wysłał na Kubę dwa okręty: kanonierkę USS „Marietta” pod dowództwem komandora Williama Fullama oraz krążownik USS „Denver” pod dowództwem komandora Jamesa Colwella. Otrzymały one rozkaz ochrony amerykańskich interesów na Kubie, lecz Roosevelt zamierzał ich użyć wyłącznie jako pokaz siły. Rozkazy zostały jednak źle zrozumiane i 12 września 1906 roku USS „Denver” wszedł do portu w Hawanie. Na ląd zeszło 124 marynarzy. 13 września Colwell spotkał się z prezydentem Palmą. Później otrzymał jednak rozkaz powrotu na okręt, który niechętnie wykonał. Tymczasem, na wieść o działaniach Colwella, Fullam wraz z 34 marynarzami opuścił USS „Mariettę” w okolicach Cienfuegos w celu ochrony posiadłości amerykańskiej kompanii cukrowej Soledad. 18 września na Kubę dotarły posiłki, w postaci żołnierzy, które zostały wykorzystane przez Fullama do ochrony linii kolejowej biegnącej przez Cienfuegos, Palmirę i Hormiguero.
21 sierpnia trzy pancerniki: USS „Virginia”, USS „New Jersey” i USS „Louisiana” przywiozły na Kubę niemalże 3000 marynarzy i żołnierzy piechoty morskiej, a następnie wspólnie z krążownikami USS „Denver” i USS „Des Moines” dokonały blokady portu w Hawanie. 22 września na krążownikach USS „Minneapolis” i USS „Newark”, konwojowanych przez krążowniki pancernopokładowe USS „Cleveland” i USS „Tacoma”, przybyło na Kubę kolejne 700 żołnierzy piechoty morskiej. 1 października liczba amerykańskich marines na Kubie osiągnęła 2000.
6 października na wyspę przybył pierwszy transport regularnych oddziałów żołnierzy piechoty wraz z generałem Frederickiem Funstonem, mianowanym 2 października dowódcą amerykańskich sił na Kubie. Po kilku dniach Taft zastąpił jednak Funstona generałem Jamesem Franklinem Bellem, szefem sztabu armii Stanów Zjednoczonych. Z amerykańskich żołnierzy przybyłych na Kubę sformowano Armię Kubańskiej Interwencji. Później formacja ta została przemianowana na Armię Kubańskiej Pacyfikacji, co miało zapewnić bardziej pozytywny odbiór amerykańskich działań na Kubie. Według wstępnych planów w akcji wziąć udział miało około 18 tysięcy amerykańskich żołnierzy. W sumie na Kubie znalazło się jednak 425 oficerów i 6196 żołnierzy. W ciągu dwóch tygodni kraj został zajęty przez oddziały amerykańskie, zaś ośrodki oporu spacyfikowano. Siły powstańcze najdłużej utrzymywały się w okolicach miasta Santa Clara. Siły amerykańskie eskortowały powstańców w drodze do domu, a także zapewniły im żywność i zaopatrzenie, co miało zapobiec ograbianiu przez nich miejscowej ludności. Odbyło się to bez przeszkód, zaś największym zagrożeniem dla amerykańskich żołnierzy pozostała rzeżączka, która podczas trwania operacji dotknęła ok. 10% spośród nich.

## Okupacja

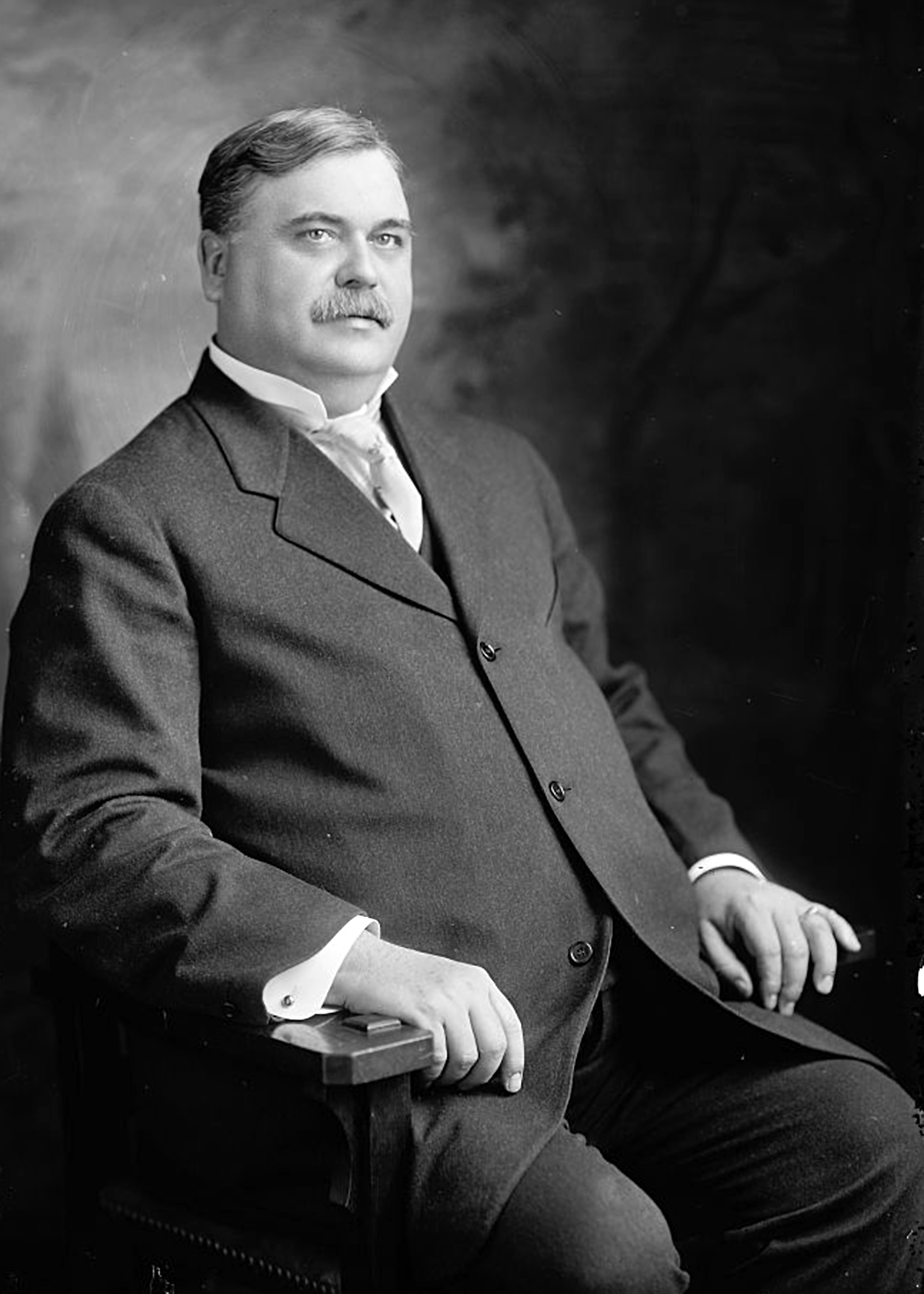
Charles Edward Magoon, gubernator Kuby w latach 1906–1909

William Taft, stojący na czele tymczasowego rządu, musiał opuścić Kubę z uwagi na konieczność wypełniania obowiązków sekretarza wojny. Decyzją Theodora Roosevelta został zastąpiony przez Charlesa Magoona. Armia została tymczasem rozproszona na obszarze całej wyspy. Żołnierze stacjonowali w 27 placówkach, zaś największa ich liczba przebywała w pobliżu dużych skupisk ludności oraz w miejscach istotnych z perspektywy interesu Stanów Zjednoczonych. Znaczne siły ulokowano na przykład w prowincji Santa Clara, w której znajdowały się duże plantacje trzciny cukrowej.
Siły amerykańskie funkcjonowały według sformułowanego wcześniej planu, mającego zapobiec dalszym niepokojom społecznym i ułatwić ewentualne interwencje w przyszłości. Oddziały odbywały piesze podróże, które miały przekonać mieszkańców o sile amerykańskiej armii. Podczas podróży tych badano niepoznane jeszcze tereny, sporządzano dokumentacje na ich temat oraz kreślono mapy. Od 31 sierpnia 1907 roku do 31 sierpnia 1908 roku przeprowadzono 156 tego typu marszy na dystansie ok. 11500 kilometrów. Podjęto także działania mające na celu usprawnienie transportu na wyspie. Podczas trwania okupacji wybudowano na Kubie 570 kilometrów utwardzonych dróg, a także liczne szkoły, szpitale, mosty, więzienia i urzędy pocztowe.
Na początku 1907 roku dowódcą Armii Kubańskiej Pacyfikacji został na krótko Theodore Wint. 27 lutego 1907 roku został z przyczyn zdrowotnych zastąpiony przez generała Thomasa Henry’ego Barry’ego. W 1908 roku Charles Magoon uznał, że sytuacja na Kubie pozwala na przeprowadzenie wyborów. Ogłosił, że wybory regionalne zostaną przeprowadzone 25 maja 1908 roku, zaś wybory generalne – 14 listopada 1908 roku. Wybory regionalne zostały ostatecznie przesunięte na 1 sierpnia 1908 roku. Uczestniczyło w nich 60% uprawnionych do głosowania obywateli. Wybory generalne zostały zorganizowane bez przeszkód, zaś frekwencja wyborcza wyniosła 70%. W wyborach zwycięstwo odniósł José Miguel Gómez. Wiceprezydentem został Alfredo Zayas. 28 stycznia 1909 roku Charles Magoon przekazał władzę w ręce Gómeza, zaś tymczasowy rząd opuścił wyspę. Magoon odpłynął z Kuby na pancerniku USS „Maine”. Ostatnie oddziały amerykańskie opuściły wyspę 1 kwietnia 1909 roku.